# Cargus
Cargus este o companie de curierat din România, cu peste 30 de ani de activitate în domeniul logisticii și livrărilor. A fost înființată în anul 1991 sub denumirea CARGUS International, fiind prima companie privată de curierat din România. În anul 2008, compania a fost achiziționată de DHL de la foștii proprietari, Augustin Pleșea și Carmina Dumitrescu, pentru o sumă estimată la 50 de milioane de euro.
Cargus operează o rețea logistică formată din: 5 centre naționale de sortare, 2 depozite de tip gateway, 36 de depozite regionale și aproximativ 2000 de locații Cargus SHIP & GO. Compania oferă mai multe opțiuni de livrare, incluzând aplicația mobilă Cargus Mobile App, soluții de plată online și servicii prin rețeaua SHIP & GO.  
Număr de angajați în 2023: 661. 
Cifra de afaceri din 2023: 508.798.203 RON. 

## Istoric
Compania Cargus a fost fondată în 1991 de Carmina și Augustin Pleșea, sub denumirea CARGUS International.  Compania și-a început activitatea în domeniul curieratului cu un buget inițial de aproximativ 3.000 de euro. În 2008, Cargus a fost achiziționată de DHL, având la acel moment peste 1.700 de angajați și o flotă de peste 1.000 de vehicule. 
În 2012, Cargus a fost achiziționată de Abris Capital Partners.
În 2013, Cargus a achiziționat Urgent Curier, cu care a fuzionat în 2015, creând entitatea Urgent Cargus.    
Un an mai târziu, compania a migrat către o platformă operațională comună, Curier Soft. În 2019, fondul de investiții Mid Europa Partners a preluat compania. După această achiziție, compania a revenit la denumirea Cargus și și-a extins portofoliul de servicii.
În 2021, Cargus a achiziționat QeOPS, un furnizor de servicii de e-fulfillment și logistică personalizată. Tot în acest an, a fost lansată aplicația Cargus Mobile, care permite urmărirea coletelor, redirecționarea acestora către puncte Cargus SHIP & GO, plata și returul comenzilor.
În 2022, Cargus a extins rețeaua de puncte SHIP & GO, introducând lockere în București.
În 2023, compania avea peste 3.000 de angajați și colaboratori, 2.500 de curieri și operațiuni extinse în România și Polonia, cu planuri de creștere în Cehia, Slovacia, Ungaria, Germania.
În 2024, Cargus a lasant serviciile și în Bulgaria și Grecia.

### Urgent Curier
Urgent Curier a fost o companie de curierat din România care se adresa segmentului de piață al companiilor mici și medii.
În anul 2010, compania avea o flotă de aproximativ 600 de autovehicule și acoperea un număr de 1.500 de localități.
Compania a intrat pe piața locală de curierat în anul 2004.
Începând cu 1 iulie 2014 Urgent Curier SA a început procesul de fuziune cu Cargus. Fuziunea a survenit în urma achiziției de către fondul de investiții Abris Capital Partners, care deținea deja în portofoliul său firma Cargus International SA. Anterior tranzacției, Urgent Curier era controlată de soții Corina și Sebastian Bălășescu.
Urgent Curier avea o cifră de afaceri de 12 milioane euro în 2009 și 350 de angajați în 2010.

## Serviciile oferite

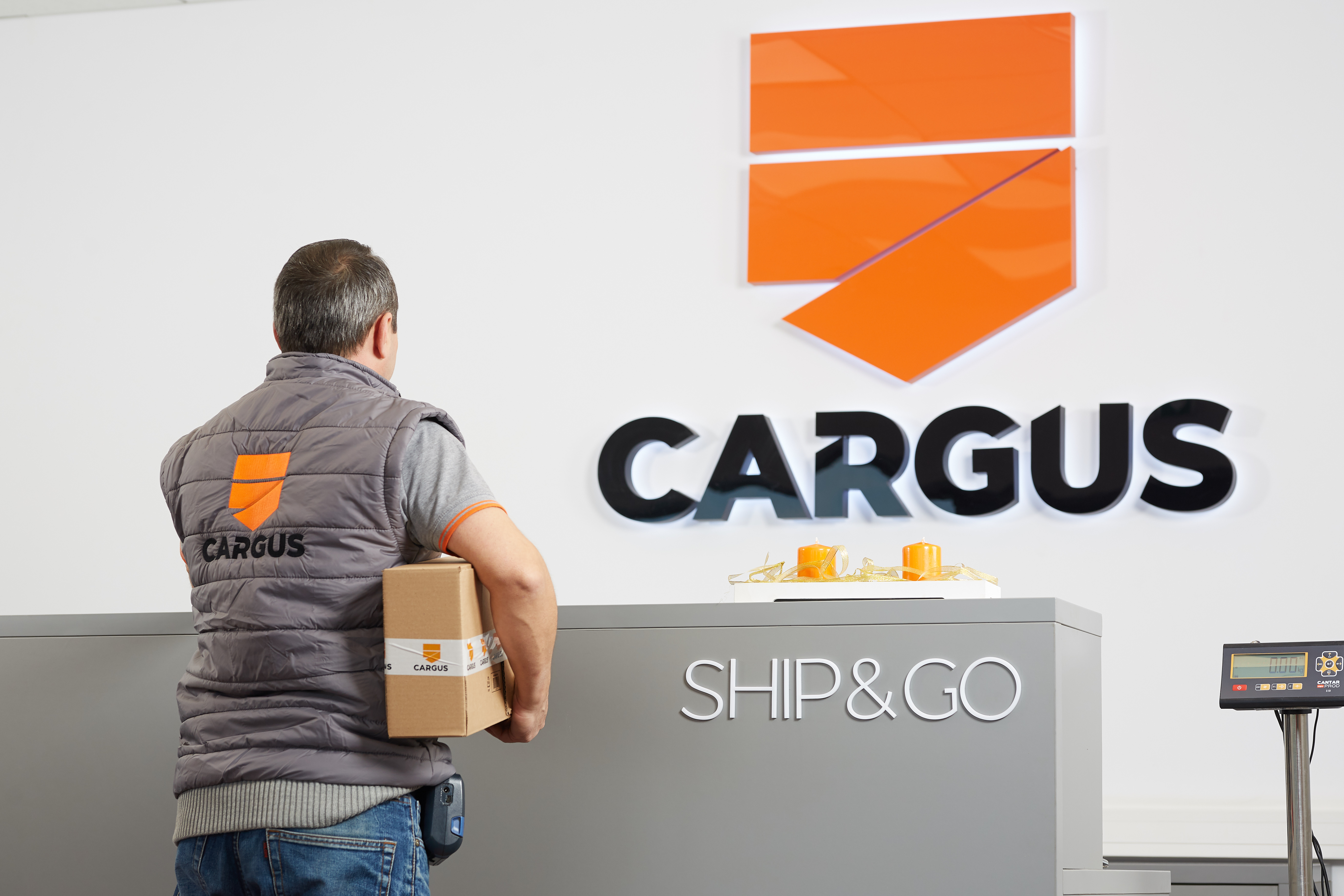
Locație Cargus Ship&Go

Cargus oferă o gamă variată de servicii de curierat adaptate atât companiilor, cât și consumatorilor individuali, concentrându-se pe flexibilitate, eficiență și acoperire extinsă.

### Servicii de livrare națională
Cargus oferă mai multe opțiuni pentru livrările pe teritoriul României, adaptate diferitelor nevoi de expediere:
- abonamente pentru antreprenori – soluții personalizate pentru afaceri, care permit expedierea unui volum constant de colete la tarife avantajoase;
- Sign & Go – serviciu de curierat care permite achiziția online și semnătura digitală la livrare;
- opțiuni Out-of-Home (OOH) – livrări prin rețeaua SHIP & GO, care include peste 3.000 de puncte pick-up/drop-off și lockere. Această rețea este concepută pentru a facilita preluarea coletelor din locații accesibile, atât în marile centre urbane, cât și în localități mai mici.[29]
- livrare la adresă – serviciu standard care asigură transportul coletelor direct la domiciliul sau sediul destinatarului.

### Servicii pentru magazine online
Cargus oferă soluții pentru comercianții care desfășoară activități de e-commerce:
- fulfillment logistic – prin intermediul companiei QeOPS, Cargus furnizează servicii de gestionare a stocurilor, ambalare și expediere a comenzilor online;
- serviciu de retur – disponibil la nivel național, oferind comercianților și clienților finali posibilitatea de a returna coletele într-un mod eficient.

### Servicii de livrare internațională
Cargus asigură expedierea coletelor și în afara României, utilizând infrastructura proprie și soluții integrate de transport:
- serviciul permite livrarea coletelor de până la 31 kg, menținând același sistem de gestionare utilizat pentru expedițiile interne, fără modificări în fluxul de facturare;[30]
- primele destinații disponibile sunt Bulgaria și Grecia, cu planuri de extindere către alte piețe europene, inclusiv Cehia, Slovacia, Ungaria, Germania și Polonia.

## Certificări și distincții
În 2024, Cargus a obținut certificarea ISO pentru Sistemul de Management Integrat (SMI) din partea ROCERT România. Certificarea acoperă trei standarde internaționale:
- SR EN ISO 9001:2015 – Sisteme de management al calității;
- SR EN ISO 14001:2015 – Sisteme de management de mediu;
- SR EN ISO 45001:2023 – Sisteme de management al sănătății și securității în muncă;

Tot în 2024, Cargus obține Medalia de Argint EcoVadis pentru al treilea an consecutiv. Compania a înregistrat un progres de 10% în procesele interne și externe. Performanța Cargus a fost evaluată pe baza a patru piloni principali: mediu, drepturile omului la locul de muncă, etică și achiziții sustenabile. 

## Locațiile birourilor
Cargus își desfășoară activitatea în mai multe locații, cu birouri și puncte de lucru în diverse zone ale României.
Sediul central se află pe Str. 11 Iunie, nr. 14, sector 4, București, România
- Cod poștal: 040172;
- CUI: RO3541906; RC: J40/4892/2022.

Punctul de lucru se află pe Str. Atomiștilor, nr. 99 – 115, corp C1, Măgurele, județ Ilfov, România
- Cod poștal: 077125.